# Lenguas bangi-tetela
Las lenguas bangi-tetela son una división propuesta dentro de las lenguas bantúes que comprende una gran parte de la zona C de Guthrie (Motingea 1996). Los subgrupos filogenéticos probados dentro de este grupo propuesto son:
- Bangi-Ntomba (Lingala, Mongo, etc: fundamentalmente zona C.30)
- Soko-Kele (C50-60)
- Tetela (C70)
- Bushoong (C80)

## Comparación léxica
Los numerales en diferentes ramas de lenguas bangi-tetela son:
| GLOSA | PROTO- BANGI- MONGO | PROTO- SOKO- KELE | PROTO- TETELA | PROTO- BUSHOONG | PROTO- BANGI- TETELA |
| ----- | ------------------- | ----------------- | ------------- | --------------- | -------------------- |
| '1'   | *mɔ-ko              | *-mwi             | *-mo          | *koti/ *mwe-ti  | *-mwe                |
| '2'   | *-bale              | *-βale            | *ɸeⁿde        | *badi           | *badi                |
| '3'   | *satu               | *-satu            | *-satu        | *satu           | *satu                |
| '4'   | *nei                | *-nei             | *-nei         | *nɛi            | *nɛi                 |
| '5'   | *tano               | *-tano            | *-tanu        | *taːnu          | *ta(ː)no             |
| '6'   | *-tɔba              |                   | *samalo       | *nsamunu        | * n-samanu           |
| '7'   | *sambale            | *sam-βale         | *i-sambede    | *sambwadi       | *sam-badi            |
| '8'   | *mwambi             | *-nanei           | *i-nanei      | *naːna          | *na(ː)nai            |
| '9'   | *li-bwa             | *li-bwa           | *-bwa         | *-bwa           | *-bwa                |
| '10'  | *ʣomi               |                   |               | *i-saŋke        |                      |